# Zlaté dno
Zlaté dno je český film z roku 1942 v režii Vladimíra Slavínského, v němž hlavní roli vytvořil Vlasta Burian.

## Děj
Papírník a majitel papírnictví Cyril Putička (Vlasta Burian) žije v Černošíně. A je šťastný, že může prodávat, je to jeho životní láska. Jednoho dne k němu přijedou jeho děti: synové Jaroslav a Vilém (Antonín Streit a Raoul Schránil) a dcera Konstantina (Věra Ferbasová) a přemluví ho, aby svůj obchod prodal panu Novému (Antonín Brož) a odjel s nimi do Prahy, kde už má připravený luxusní byt. Poslechne je, ale děti mu zakazují pracovat, dávají mu plno peněz a hodně ho zanedbávají. Je strašně nešťastný. Jeho dcera se zasnubuje a na zásnubách se ukáže jako výborný bavič a šprýmař. Pak ale nemá co dělat a tak propadá depresím. Rozhodne se svůj krámek koupit ale Nový nechce. Zkusí se ucházet jako příručí. Narazí na vdovu Jarmilu Valentovou (Zita Kabátová), která vlastní krámek, ale moc jí to nejde. Putička ji přemluví, aby ho zaměstnala. A její krám pozvedl. Díky své metodě dávaní dárků. Kvůli práci se dokonce rozejde se svými potomky. Později Putička s Valentovou svůj krám rozšíří a ožení se s ní. Jejich papírnictví patří mezi ty nejlepší v Praze. Za pět let později se opět shledá se svými dětmi, jejich stavební firma totiž zkrachovala a Konstantina se rozvedla. Putička jim s Jarmilou pomohl…

## Obsazení
| Vlasta Burian          | papírník Cyril Putička                                           |
| Zita Kabátová          | majitelka papírnictví Jarmila Valentová                          |
| Věra Ferbasová         | Konstantina, Putičkova dcera                                     |
| Raoul Schránil         | Ing. Vilém Putička, Putičkův syn                                 |
| Antonín Streit         | Ing. Jaroslav Putička, Putičkův syn                              |
| Jaroslav Marvan        | kupec Josef Neškudla                                             |
| Antonie Langrová       | Emilka, Neškudlova žena                                          |
| Antonín Strnad         | prezident banky Dr. Karviš                                       |
| Růžena Šlemrová        | Luisa Karvišová, žena prezidenta banky                           |
| Vilém Pruner           | Dr. Richard Karviš, syn prezidenta banky a snoubenec Konstantiny |
| Marie Ptáková          | Fanynka, Putičkova hospodyně v Černošíně                         |
| Marie Blažková         | Růženka, Putičkova hospodyně v Praze                             |
| Antonín Brož           | Putičkův nástupce J. Nový                                        |
| Rudolf Deyl ml.        | příručí v papírnictví                                            |
| František Filipovský   | lékař                                                            |
| Vladimír Pospíšil-Born | baron Leopold Ripanský                                           |
| Vladimír Salač         | sextán Ježek                                                     |
| Zdeněk Šavrda          | obchodvedoucí Cibulka                                            |
| Květa Nechvátalová     | Věra, Vilémova manželka                                          |
| Jiří Vondrovič         | prodavač                                                         |
| Jindřich Láznička      | host u Karvišů                                                   |
| Antonín Mikulič        | kluk-zákazník                                                    |
| Vladimír Jedlička      | kluk-zákazník                                                    |
| Alena Hajdová          | holčička-zákaznice                                               |
| Eva Bartáková          | dítě v papírnictví                                               |

## Tvůrci a štáb
- Režie: Vladimír Slavínský
- Námět: Augustin Sedláček
- Scénář: Vladimír Slavínský
- Kamera: Josef Střecha
- Vedoucí výroby: Oldřich Papež
- Ředitel výroby: Vilém Brož
- Hudba: Josef Dobeš
- Nahrál: Orchestr F.O.K. (řídil Josef Dobeš)
- Architekt: Jan Zázvorka
- Zvuk: František Šindelář
- Střih: Antonín Zelenka
- Výprava: Prokop Pěkný
- Asistent režie: Eduard Šimáček
- Odborný poradce: Jan Wenig (jazykový)
- Fotograf: Antonín Frič, Karel Hájek

## Produkční a technické údaje
- Souběžný protektorátní název: Goldener Boden
- Začátek natáčení: 5. října 1942
- Konec natáčení: 15. listopadu 1942
- Copyright: 1942
- Premiéra: 7. února 1943
- Výroba: Lucernafilm
- Distribuce: Lucernafilm
- Barva: černobílý
- Jazyk: čeština
- Zvukový systém: Tobis-Klangfilm
- Délka: cca 88 minut
- Ateliéry: Pragfilm Barrandov